# 线粒体膜转运蛋白
线粒体膜转运蛋白质一般简称为“线粒体膜转运蛋白”，是位于线粒体膜中的蛋白质的统称。这些转运蛋白被用于转运各种分子和离子进出线粒体。它们以通过调节离子等化学物质在线粒体膜两侧的浓度来维持线粒体膜两侧正常的电化学梯度。线粒体膜转运蛋白包括：
- 线粒体通透性转变孔（mitochondrial permeability transition pore，MPTP），这种孔道蛋白打开后可以使线粒体膜电位下降；[1]
- 线粒体钙单向转运体（mitochondrial calcium uniporter，MCU），能将钙离子从细胞质基质转运进入线粒体基质；[2]
- 线粒体钠-钙交换体（mitochondrial sodium-calcium exchanger，MNCX），可在将钠离子运出线粒体基质的同时将钙离子运入线粒体基质。